# Kroniek van Olivier van Diksmuide
De Kroniek van Olivier van Diksmuide is een 15e-eeuwse stadskroniek van Ieper. De tekst beschrijft verschillende lokale en regionale gebeurtenissen van 1366 of 1377 tot 1443 en bevat ook lijsten van lokale bestuurders.

## Auteurschap
Hoewel de toeschrijving aan Olivier van Diksmuide niet wordt betwist, was hij naar alle waarschijnlijkheid niet de enige auteur. Uit het verspringen tussen eerste en derde persoon en uit andere aanwijzingen valt op te maken dat meerdere schrijvers aan de tekst hebben gewerkt.
Joos Bryde voegde een appendix toe betreffende de periode 1303-1440 en er was ook een voortzetter van de kroniek in de persoon van Pieter van de Letuwe, van wiens werk de jaren 1443-1475 bewaard zijn. De structuur werd aangehouden en waarschijnlijk is opnieuw sprake van meervoudig auteurschap.

## Inhoud
Het titelloze handschrift begint met de woorden: Dit is een bouckxin van den ghonen die tYpre in de wet ghezyn hebben sydent dat men screef tjaer m.ccc.lxvi. ("Dit is een boekje van degenen die te Ieper in de wet gezijn hebben (=bestuurders zijn geweest) sedert het jaar 1366.") Het incipit luidt: Corts naer dat de wet van Ypre vernieuwt was den 15.n dach in September int jaer 1377, begonste tcomun roeren.... ("Kort nadat de wet van Ieper vernieuwd was (=nadat er een omwenteling/staatsgreep had plaatsgevonden) op 15 september 1377, begon de gemeente zich te roeren...").
De tekst behandelt de regering van de hertogen Filips de Stoute, Jan zonder Vrees en Filips de Goede vanuit een stedelijk-Iepers particularisme. De rivaliteit met Gent treedt sterk naar voren en ook het gemeen moet het vaak ontgelden.
De kroniek, die stopt in 1443, valt te plaatsen in een traditie van Ieperse historiografie.

## Handschriften en edities
Het Iepers handschrift dat ten dele is uitgegeven door Jean-Jacques Gailliard, ging verloren in 1914, maar er is nadien een tweede exemplaar gevonden:
- Kortrijk, Rijksarchief, fonds Goethals-Vercruysse, ms. 303

De editie door Gaillard liet schepenlijsten en andere lokale informatie weg:
- Merkwaerdige gebeurtenissen vooral in Vlaenderen en Brabant en ook in de aengrenzende landstreken, van 1377 tot 1443, letterlyk gevolgd naer het oorspronkelyk onuitgegeven en titelloos handschrift, ed. Jean-Jacques Lambin, Ypres, Lambin en zoon, 1835
- Livre du renouvellement de la loi d'Ypres depuis 1366 à 1443.